# لوته سنتر هانوی
لوته سنتر هانوی (انگلیسی: Lotte Center Hanoi) ساختمان اداری ۶۵ طبقه مستقر در شهر هانوی، ویتنام است، که در سال ۲۰۱۰ احداث گردید.